# NGC 2810
NGC 2810 é uma galáxia elíptica (E) localizada na direcção da constelação de Ursa Major. Possui uma declinação de +71° 50' 38" e uma ascensão recta de 9 horas, 22 minutos e 04,5 segundos.
A galáxia NGC 2810 foi descoberta em 3 de Dezembro de 1788 por William Herschel.